# Eois signaria
Eois signaria är en fjärilsart som beskrevs av William Schaus 1901. Eois signaria ingår i släktet Eois och familjen mätare. Inga underarter finns listade i Catalogue of Life.